# English Football League One 2023-24
English Football League One 2023-24, también llamada Sky BET League One por razones de patrocinio, fue la octava temporada bajo el nombre de English Football League y la vigésimo segunda edición de la Football League One desde su fundación en 2004. Un total de 24 equipos disputaron la liga, incluyendo 17 equipos de la League One 2022-23, tres relegados de la Championship 2022-23 y cuatro promovidos de la League Two 2022-23.

## Ascensos y descensos
| Pos.  | de EFL One a EFL Championship |
| ----- | ----------------------------- |
| 1.º   | Plymouth Argyle               |
| 2.º   | Ipswich Town                  |
| Prom. | Sheffield Wednesday           |

| Pos. | de EFL Championship a EFL One |
| ---- | ----------------------------- |
| 22.º | Reading                       |
| 23.º | Blackpool                     |
| 24.º | Wigan Athletic                |

| Pos.  | de EFL Two a EFL One |
| ----- | -------------------- |
| 1.º   | Leyton Orient        |
| 2.º   | Stevenage            |
| 3.°   | Northampton Town     |
| Prom. | Carlisle United      |

| Pos. | de EFL One a EFL Two |
| ---- | -------------------- |
| 21.º | Milton Keynes Dons   |
| 22.º | Morecambe            |
| 23.º | Accrington Stanley   |
| 24.º | Forest Green Rovers  |

## Información
| Equipo              | Entrenador      | Capitán              | Proveedor | Patrocinador                                                                 |
| ------------------- | --------------- | -------------------- | --------- | ---------------------------------------------------------------------------- |
| Barnsley            | Neill Collins   | Liam Kitching        | Puma      | US Mobile                                                                    |
| Blackpool           | Neil Critchley  | Oliver Norburn       | Puma      | Utilita                                                                      |
| Bolton Wanderers    | Ian Evatt       | Ricardo Santos       | Macron    | Victorian Plumbing                                                           |
| Bristol Rovers      | Matt Taylor     | Sam Finley           | Macron    | Utilita                                                                      |
| Burton Albion       | Dino Maamria    | John Brayford        | TAG       | Prestec UK Ltd                                                               |
| Cambridge United    | Mark Bonner     | TBA                  | Umbro     | TBA                                                                          |
| Carlisle United     | Paul Simpson    | Morgan Feeney        | Umbro     | Bimson Haulage                                                               |
| Charlton Athletic   | Dean Holden     | George Dobson        | Castore   | RSK Group (local) University of Greenwich (Visitante)                        |
| Cheltenham Town     | Wade Elliott    | Sean Long            | Erreà     | Mira Showers                                                                 |
| Derby County        | Paul Warne      | Conor Hourihane      | Umbro     | NSPCC                                                                        |
| Exeter City         | Gary Caldwell   | Pierce Sweeney       | Adidas    | Carpetright                                                                  |
| Fleetwood Town      | Scott Brown     | Josh Vela            | Hummel    | BES Utilities                                                                |
| Leyton Orient       | Richie Wellens  | Darren Pratley       | Puma      | Tommy Club (Local) Haven House Children's Hospice (Visitante) Mind (Tercero) |
| Lincoln City        | Mark Kennedy    | TBA                  | Oxen      | Branston                                                                     |
| Northampton Town    | Jon Brady       | Jon Guthrie          | Puma      | University of Northampton                                                    |
| Oxford United       | Des Buckingham  | Elliott Moore        | Macron    | Bangkok Glass                                                                |
| Peterborough United | Darren Ferguson | Jonson Clarke-Harris | Puma      | Mick George Group                                                            |
| Portsmouth          | John Mousinho   | Marlon Pack          | Nike      | University of Portsmouth                                                     |
| Port Vale           | Andy Crosby     | Tom Conlon           | Puma      | Synectics Solutions                                                          |
| Reading             | Rubén Sellés    | Andy Yiadom          | Macron    | Select Car Leasing                                                           |
| Shrewsbury Town     | Paul Hurst      | Luke Leahy           | Umbro     | Morris Property (Local) Shropshire Homes (Visitante)                         |
| Stevenage           | Steve Evans     | Carl Piergianni      | Macron    | Prime Gaming                                                                 |
| Wigan Athletic      | Shaun Maloney   | Josh Magennis        | Puma      | Big Help Project (Local y visitante) EPIC.gi (Tercero)                       |
| Wycombe Wanderers   | Matt Bloomfield | Joe Jacobson         | Hummel    | Origins (Local)                                                              |

## Cambios de entrenadores
| Equipo          | Entrenador      | Tipo de salida     | Salida             | Posición     | Entrenador     | Entrada            |
| --------------- | --------------- | ------------------ | ------------------ | ------------ | -------------- | ------------------ |
| Blackpool       | Stephen Dobbie  | Fin de interinidad | 8 de mayo de 2023  | Pretemporada | Neil Critchley | 23 de mayo de 2023 |
| Reading         | Noel Hunt       | Fin de interinidad | 8 de mayo de 2023  | Pretemporada | Por confirmar  | Por confirmar      |
| Shrewsbury Town | Steve Cotterill | Renuncia           | 6 de junio de 2023 | Pretemporada | Por confirmar  | Por confirmar      |

## Localización

#### Condados de Inglaterra
| Condado           | N.º | Equipos                                |
| ----------------- | --- | -------------------------------------- |
| Cambridgeshire    | 2   | Cambridge United y Peterborough United |
| Gran Londres      | 2   | Charlton Athletic y Leyton Orient      |
| Gran Mánchester   | 2   | Bolton Wanderers y Wigan Athletic      |
| Lancashire        | 2   | Blackpool y Fleetwood Town             |
| Staffordshire     | 2   | Burton Albion y Port Vale              |
| Berkshire         | 1   | Reading                                |
| Bristol           | 1   | Bristol Rovers                         |
| Hampshire         | 1   | Portsmouth                             |
| Buckinghamshire   | 1   | Wycombe Wanderers                      |
| Cumbria           | 1   | Carlisle United                        |
| Derbyshire        | 1   | Derby County                           |
| Devon             | 1   | Exeter City                            |
| Gloucestershire   | 1   | Cheltenham Town                        |
| Hertfordshire     | 1   | Stevenage                              |
| Lincolnshire      | 1   | Lincoln City                           |
| Northamptonshire  | 1   | Northampton Town                       |
| Oxfordshire       | 1   | Oxford United                          |
| Shropshire        | 1   | Shrewsbury Town                        |
| Yorkshire del Sur | 1   | Barnsley                               |

## Clasificación
Los dos primeros equipos de la clasificación ascendieron directamente a la EFL Championship 2024-25, los clubes ubicados del tercer al sexto puesto disputaron un play-off para determinar un tercer ascenso. Por otro lado, los 4 últimos equipos de la clasificación, descendieron directamente a la EFL League Two.
| Pos. | Equipo                  | Pts. | PJ | G  | E  | P  | GF | GC | Dif. | Clasificación 2024-25              |
| ---- | ----------------------- | ---- | -- | -- | -- | -- | -- | -- | ---- | ---------------------------------- |
| 1    | Portsmouth (C, A)       | 97   | 46 | 28 | 13 | 5  | 78 | 41 | +37  | Ascenso a la EFL Championship.     |
| 2    | Derby County (A)        | 92   | 46 | 28 | 8  | 10 | 78 | 37 | +41  | Ascenso a la EFL Championship.     |
| 3    | Bolton Wanderers (X)    | 87   | 46 | 25 | 12 | 9  | 86 | 51 | +35  | Reducido para la EFL Championship. |
| 4    | Peterborough United (X) | 84   | 46 | 25 | 9  | 12 | 89 | 61 | +28  | Reducido para la EFL Championship. |
| 5    | Oxford United (A)       | 77   | 46 | 22 | 11 | 13 | 79 | 56 | +23  | Reducido para la EFL Championship. |
| 6    | Barnsley (X)            | 76   | 46 | 21 | 13 | 12 | 82 | 64 | +18  | Reducido para la EFL Championship. |
| 7    | Lincoln City            | 74   | 46 | 20 | 14 | 12 | 65 | 40 | +25  |                                    |
| 8    | Blackpool               | 73   | 46 | 21 | 10 | 15 | 65 | 48 | +17  |                                    |
| 9    | Stevenage               | 71   | 46 | 19 | 14 | 13 | 57 | 46 | +11  |                                    |
| 10   | Wycombe Wanderers       | 65   | 46 | 17 | 14 | 15 | 60 | 55 | +5   |                                    |
| 11   | Leyton Orient           | 65   | 46 | 18 | 11 | 17 | 53 | 55 | −2   |                                    |
| 12   | Wigan Athletic          | 62   | 46 | 20 | 10 | 16 | 63 | 56 | +7   |                                    |
| 13   | Exeter City             | 61   | 46 | 17 | 10 | 19 | 46 | 61 | −15  |                                    |
| 14   | Northampton Town        | 60   | 46 | 17 | 9  | 20 | 57 | 66 | −9   |                                    |
| 15   | Bristol Rovers          | 57   | 46 | 16 | 9  | 21 | 52 | 68 | −16  |                                    |
| 16   | Charlton Athletic       | 53   | 46 | 11 | 20 | 15 | 64 | 65 | −1   |                                    |
| 17   | Reading                 | 53   | 46 | 16 | 11 | 19 | 68 | 70 | −2   |                                    |
| 18   | Cambridge United        | 48   | 46 | 12 | 12 | 22 | 39 | 61 | −22  |                                    |
| 19   | Shrewsbury Town         | 48   | 46 | 13 | 9  | 24 | 35 | 67 | −32  |                                    |
| 20   | Burton Albion           | 46   | 46 | 12 | 10 | 24 | 39 | 67 | −28  |                                    |
| 21   | Cheltenham Town (D)     | 44   | 46 | 12 | 8  | 26 | 41 | 65 | −24  | Descenso a la EFL League Two.      |
| 22   | Fleetwood Town (D)      | 43   | 46 | 10 | 13 | 23 | 49 | 72 | −23  | Descenso a la EFL League Two.      |
| 23   | Port Vale (D)           | 41   | 46 | 10 | 11 | 25 | 41 | 74 | −33  | Descenso a la EFL League Two.      |
| 24   | Carlisle United (D)     | 30   | 46 | 7  | 9  | 30 | 41 | 81 | −40  | Descenso a la EFL League Two.      |

 Fuente: EFL
Notas:
1. ↑  El 19 de mayo de 2023, al Wigan Athletic se le dedujeron 4 puntos por no pagar a los jugadores y al personal a tiempo luego de infracciones anteriores de las reglas de la EFL en la temporada 2022-23.[15] Otra deducción de 4 puntos se aplicó el 26 de mayo, después de que los propietarios del club incumplieran un plazo para depositar una cantidad equivalente al 125% de su masa salarial mensual.[16]
2. ↑  El 16 de agosto de 2023, al Reading se le dedujo 1 punto por no pagar a tiempo a los jugadores en tres ocasiones en la temporada 2022-23.[17] El 13 de septiembre se le aplicó otra deducción de 3 puntos por no depositar los salarios a tiempo.[18]El 27 de febrero se le redujo otros 2 puntos por retraso en los pagos[19]

## Play-Offs
- Los horarios corresponden al huso horario de verano británico (UTC+1).

### Cuadro
|  | Semifinales | Semifinales         | Semifinales | Semifinales   | Semifinales |   |   | Final            | Final | Final |  |
|  |             |                     |             |               |             |   |   |                  |       |       |  |
|  |             |                     |             |               |             |   |   |                  |       |       |  |
|  | 3           | Bolton Wanderers    | 3           | 2             | 5           |   |   |                  |       |       |  |
|  | 3           | Bolton Wanderers    | 3           | 2             | 5           |   |   |                  |       |       |  |
|  | 6           | Barnsley            | 1           | 3             | 4           |   |   |                  |       |       |  |
|  | 6           | Barnsley            | 1           | 3             | 4           |   | 3 | Bolton Wanderers | 0     |       |  |
|  |             |                     |             |               |             |   | 3 | Bolton Wanderers | 0     |       |  |
|  |             |                     | 5           | Oxford United | 2           |   |   |                  |       |       |  |
|  | 4           | Peterborough United | 5           | Oxford United | 2           | 0 | 1 | 1                |       |       |  |
|  | 4           | Peterborough United |             |               |             | 0 | 1 | 1                |       |       |  |
|  | 5           | Oxford United       | 1           | 1             | 2           |   |   |                  |       |       |  |
|  | 5           | Oxford United       | 1           | 1             | 2           |   |   |                  |       |       |  |
|  |             |                     |             |               |             |   |   |                  |       |       |  |

### Semifinales
| Ida; 3 de mayo de 2024 | Barnsley     | 1–3     | Bolton Wanderers                  | Oakwell Stadium, Barnsley                               |                                                         |
| 15:30                  | Cosgrove 75' | Reporte | Charles 23', 53' · Williams 90+4' | Asistencia: 13 846 espectadores Árbitro(s): Will Finnie | Asistencia: 13 846 espectadores Árbitro(s): Will Finnie |

| Vuelta; 7 de mayo de 2024 | Bolton Wanderers         | 2–3 (Global 5–4) | Barnsley                         | Toughsheet Community Stadium, Bolton                        |                                                             |
| 20:00                     | Collins 43' · Toal 45+1' | Reporte          | Cosgrove 36', 76' · Phillips 64' | Asistencia: 24 518 espectadores Árbitro(s): Oliver Langford | Asistencia: 24 518 espectadores Árbitro(s): Oliver Langford |

| Ida; 4 de mayo de 2024 | Oxford United | 1–0     | Peterborough United | Kassam Stadium, Oxford                                  |                                                         |
| 19:45                  | Moore 53'     | Reporte |                     | Asistencia: 11 125 espectadores Árbitro(s): Lewis Smith | Asistencia: 11 125 espectadores Árbitro(s): Lewis Smith |

| Vuelta; 8 de mayo de 2024 | Peterborough United | 1–1 (Global 1–2) | Oxford United   | London Road Stadium, Peterborough                          |                                                            |
| 20:00                     | Knight 41'          | Reporte          | Brannagan 45+3' | Asistencia: 12 420 espectadores Árbitro(s): Andrew Kitchen | Asistencia: 12 420 espectadores Árbitro(s): Andrew Kitchen |

### Final
| 18 de mayo de 2024 | Bolton Wanderers | 0–2     | Oxford United   | Estadio de Wembley, Londres                             |                                                         |
| 16:15              |                  | Reporte | Murphy 31', 42' | Asistencia: 70,472 espectadores Árbitro(s): Sam Barrott | Asistencia: 70,472 espectadores Árbitro(s): Sam Barrott |

|  | v.s |

## Máximos goleadores
| Pos. | Jugador      | Club              | Goles | Part. |
| ---- | ------------ | ----------------- | ----- | ----- |
| 1    | Alfie May    | Charlton Athletic | 23    | 43    |
| 2    | Colby Bishop | Portsmouth        | 21    | 44    |
| 3    | Devante Cole | Barnsley          | 18    | 46    |
| =    | Jamie Reid   | Stevenage         | 18    | 42    |
| 5    | Chris Martin | Bristol Rovers    | 16    | 34    |